# グロソップ・ノースエンドAFC
グロソップ・ノースエンドAFC（Glossop North End A.F.C.）は、イングランド・ダービーシャー・グロソップに本拠地を置くサッカークラブチーム。

## 歴史
1886年創設。1898-99シーズンにフットボールリーグに初参加。ディヴィジョン2で2位となり、ディヴィジョン1に昇格を果たす。初のトップディヴィジョン所属となった1899-1900シーズンは最下位となり、1年で降格した。第一次世界大戦によりリーグが中断するひとつ前の1914-15シーズンにディヴィジョン2より降格し、フットボールリーグから弾き出された。以降は下部のノンプロリーグに所属し、今日に至るまでプロリーグであるフットボールリーグへの復帰は果たせていない。
FAカップについては1908-09シーズンの準々決勝進出がクラブの最高記録である。

## タイトル

### 国内タイトル
- ノースウェスト・カウンティーズリーグ・プレミアディヴィジョン:1回

2014-15
- マンチェスター・リーグ:1回

1927-28
- ノースウェスト・カウンティーズリーグ・チャレンジカップ:1回

2014-15
- ノースウェスト・カウンティーズリーグ・ディヴィジョン2カップ:1回

1990-91
- ギルクリスト・カップ:4回

1922-23,1929-30,1934-35,1948-49
- マンチェスター・FAプレミア・カップ:2回

1996-97,1997-98
- ダービーシャー・カウンティ・FAシニア・チャレンジカップ:1回

2000-01

### 国際タイトル
- なし